# 迈尔霍芬
迈尔霍芬是奥地利蒂罗尔州施瓦茨县的一个市镇。总面积178.8平方公里，总人口3839人，人口密度21.5人/平方公里（2005年）。

## 友好城市
- 法國 卡堡